# Coleoxestia spinifemorata
Coleoxestia spinifemorata är en skalbaggsart som beskrevs av Lúcia Maria de Campos Fragoso 1993. Coleoxestia spinifemorata ingår i släktet Coleoxestia och familjen långhorningar. Inga underarter finns listade i Catalogue of Life.